# Epoch Game Pocket Computer
Der Epoch Game Pocket Computer (jap.: ゲームポケコン, Hepburn: Gēmupokekon, umgangssprachlich auch Pokekon genannt) ist eine Handheld-Konsole der zweiten Konsolengeneration, die im November 1984 von Epoch-sha in Japan zu einem Preis von 12.000 Yen veröffentlicht wurde. Es ist die erste Handheld-Konsole mit austauschbaren Spielmodulen in Japan.
Der Game Pocket Computer war ein finanzieller Misserfolg und wurde nie außerhalb Japans veröffentlicht.

## Technische Daten
- Bildschirm: monochromes LC-Display mit einer Auflösung von 75 × 64 Pixeln[1][2]
- Stromversorgung: 4 AA-Batterien[1]
- Akkulaufzeit: >70 Stunden[2]
- CPU: NEC uPD78c06 getaktet mit 6 MHz[1]
- RAM: 2 kB[1]
- ROM (Spielmodule): entweder 8 oder 16 kB[1]
- Sound: 1 Soundkanal[1]

## Spiele
Der Epoch Game Computer verfügt über zwei vorinstallierte Spiele (Slide puzzle und Drawing tool). Lediglich fünf Spiele wurden im Laufe seiner Lebensspanne in Form von Spielmodulen für das System veröffentlicht:
- Astro Bomber
- Block maze
- Mahjong
- Reversi
- Sokoban